# Museo Su logu de s'iscultura
Il Museo Su logu de s'iscultura (in sardo, "Il luogo della scultura") è un museo interamente dedicato all'arte contemporanea, situato a Tortolì  città principale dell’Ogliastra. Caratteristica particolare è la sua divisione in due zone espositive completamente distaccate: una interna, utilizzata per mostre temporanee, e l'altra, quella caratterizzante, collocata all'aperto, lungo le vie della città e nel territorio circostante.

## Storia
Il Museo d'arte contemporanea Su logu de s'iscultura nasce, come progetto di Parco delle sculture, nell'ottobre del 1994 quando Edoardo Manzoni fu invitato a Tortolì per contribuire con la propria esperienza all'organizzazione di una rassegna di scultura all'aperto.
Venne fondato ufficialmente nel settembre del 1995, in occasione dell'esposizione antologica di Mauro Staccioli. L'intento principale era quello di migliorare l'arredo urbanistico e ambientale attraverso l'arte della scultura e proporre una visione completa della costruzione tridimensionale artistica. Non venne fondato con l'intento di connotarsi come promotore di una specifica tendenza.
A partire dall'estate del 1997, il Museo diede il via ad una vera e propria attività espositiva, intenzionata ad illustrare alcune delle tematiche più interessanti del panorama odierno.
Nel giro di pochi mesi prese forma un'operazione più ambiziosa, privilegiante l'allestimento di un'esposizione in continuo arricchimento, dove la scultura potesse fondersi con la natura e il rapporto tra individuo e opera d'arte fosse diretto.
Dal 1998 il Museo è gestito dall'Associazione Ogliastra Arte che, per radicare profondamente l'attività del Museo nella vita cittadina di Tortolì, dell'Ogliastra e dell'intera regione Sardegna, ha scelto di privilegiare l'aspetto espositivo itinerante, basato quindi su opere dislocate lungo un percorso nel territorio, su quello dell'allestimento di sculture permanenti, collocate in un unico luogo.
Tale scelta ha permesso di creare negli abitanti del posto e nei turisti l'abitudine all'avvenimento espositivo, che non si limita più, quindi, a un periodo limitato di tempo.
Gli spazi del Museo rappresentano, inoltre, un mezzo importante per diffondere in Sardegna alcune tra le ricerche più interessanti del panorama italiano contemporaneo.
Il ruolo di consulente critico del Museo è stato assegnato a Maurizio Sciaccaluga.
Tra il 1995 e il 2000, le varie opere sono costate al comune oltre 462 milioni di lire e sono state finanziate dal comune stesso per altri 362 milioni circa, per un totale di oltre 820 milioni di spesa.
Il Museo è promosso, patrocinato e sostenuto dal Comune di Tortolì, dalla Provincia Ogliastra, dalla Regione Sardegna e da alcuni Istituti di Credito presenti nel territorio (Banco di Sassari, Banca Nazionale del Lavoro).
È gestito da un'Associazione no profit, l'A.O.A. (Associazione Ogliastra Arte), intenzionata a diffonderne l'attività in tutta la Regione e a relazionarsi con gli enti internazionali analoghi.

## Attività espositiva
La sede centrale del Museo si trova a Tortolì ed è collocata al piano terra dell'ex mercato civico (Corso Umberto) antica sede di un carcere, mentre la zona espositiva esterna si articola lungo le vie del paese e nel territorio circostante, dando vita all'esperienza del Museo d'arte contemporanea a cielo aperto.
Il Museo è articolato e strutturato tramite la costruzione in loco di opere plastiche di grande dimensione, con lo scopo di ottenere un nuovo arredo urbanistico e ambientale, considerando sempre le diverse metodologie teoriche e pratiche d'intervento, radicate nelle vicende della sperimentazione italiana e internazionale degli ultimi decenni.

## Opere
Il museo “Su logu de s'iscultura”, oltre ad accogliere opere di artisti che storicamente operano sul concetto di “spazio aperto”, comprende anche un itinerario composto dalle realizzazioni di esponenti delle generazioni più recenti.
Fanno parte del percorso museale numerose grandi sculture, che portano la firma di artisti importanti: Corrado Bonomi, Maria Lai, Hidetoshi Nagasawa, Mauro Staccioli, Igino Panzino, Massimo Kaufmann, Pietro Coletta, Alfredo Pirri, Ascanio W. Renda, Antonio Ievolella, Umberto Mariani, Alessandra Bonoli, Giovanni Campus, Gianfranco Pardi, Alex Pinna.
Alcune di queste opere sono state intitolate semplicemente “Scultura”, seguita dalla data di esecuzione.

### Scultura 1995

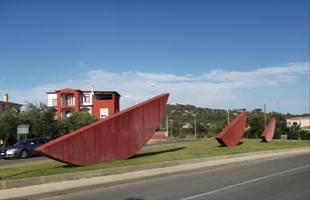
Scultura 1995, Viale Europa, Arbatax, Tortolì.

L'opera “Scultura”, dell'artista Mauro Staccioli, fa parte del Museo dal 1995 e si trova ad Arbatax, lungo il Viale Europa. Realizzata attraverso l'uso di forme semplici, con lo scopo principale di apportare un'operazione di evidenziamento-modifica dello spazio in cui interviene, è composta da tre elementi da 850 x h 270 x 47 cm ciascuno, per una grandezza complessiva di 4400 x 270 x 47 cm, aventi una forma a mezzaluna, di colore rosso.
Attualmente l'opera ha perso il suo colore originale e appare danneggiata in varie parti.

### Big Pinocchio

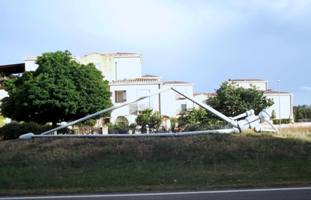
Big Pinocchio, Loc. Monte Attu, Tortolì.

L'opera “Big Pinocchio”, del giovane artista sardo Alex Pinna, entra a far parte del museo a cielo aperto di Tortolì nel 2009, ed è quindi una delle installazioni permanenti più recenti. Collocata all'ingresso della città, lungo il viale Pirastu, la grande struttura, lunga 16 metri e alta 4 metri, è realizzata in ferro zincato, rivestita da vernice epossidica bianca e rappresenta la figura del burattino Pinocchio.
L'imponente scultura si trova sdraiata sul lato destro, con il capo sorretto dalla mano, come ad assumere un atteggiamento riflessivo e sognante. Gioco e ironia sono sempre presenti nelle opere di Pinna, che propone una versione ‘meccanica’ del burattino, il quale mantiene comunque un senso di familiarità, nonostante le forme e le misure siano state notevolmente amplificate.
La struttura geometrica dell'opera è molto precisa: la sfera, il cilindro e il cono (rispettivamente il corpo, la testa e il naso), seppur ammorbiditi, sono espressioni di una volontà di riduzione della forma all'astrazione. Plasticità e linearità si fondono nella struttura, creando un effetto e una suggestione di umanità, in un personaggio della letteratura conosciuto da tutti.

### Nagjima

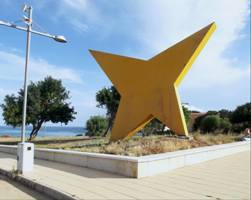
Nagjima, Porto Frailis, Tortolì.

L'opera “Nagjima” (dall'arabo, “Stella”), dell'artista Gianfranco Pardi, è collocata dal 2001 nel piazzale che si affaccia sulla spiaggia di Porto Frailis. È costruita in acciaio smaltato di colore giallo e rappresenta una stella a quattro punte, avente come dimensioni 600 x 750 cm.
La forma semplice e l'immediatezza poetica che l'immagine evoca nell'osservatore, associata alla condizione naturale e ambientale nella quale si trova, rappresentano le caratteristiche fondamentali del monumento.
Il primo progetto di Pardi per quest'opera prevedeva una stella caduta nel mare, ma l'installazione della stella sul prato sembra non far venir meno il significato e l'intenzione che l'artista aveva programmato. Pardi, attraverso questa scultura, tenta di dare una forma concreta e fissa a un elemento dalla forma di per sé indefinita, come le stelle.
Vi sono due prospettive differenti dalle quali è possibile osservare la scultura, che danno vita a due distinte interpretazioni. L'artista potrebbe averla raffigurata dopo una caduta dal cielo, che le ha permesso di fondersi con il terreno nel quale è atterrata e con l'intera città che, adesso, la ospita. Un'altra interpretazione vede, invece, la stella pronta a sradicarsi dal terreno che la tiene ancorata e levarsi verso il cielo. 

### Forma: rapporti e misure

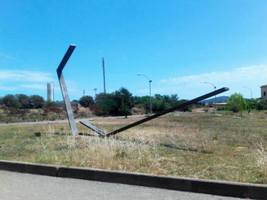
Forma: rapporti e misure, Loc. Monte Attu, Tortolì.

L'opera "Forma: rapporti e misure”, dell'artista Giovanni Campus, venne installata nel 1999 a Tortolì, in Località Monte Attu, ed è parte integrante delle opere del museo “Su logu de s'iscultura”.
Costruita in acciaio opaco verniciato, è formata da due elementi distinti, ma entrambi essenziali per l'interpretazione della stessa. Viene progettata con lo scopo di correlare l'ambiente urbano con la scultura, ed è pensata in relazione ad una realtà già esistente: una quercia da sughero secolare. Le linee dell'opera si sviluppano, infatti, seguendo e rispettando le forme dell'albero.
Osservando la scultura da una determinata prospettiva, è possibile notare che le strutture geometriche inglobano totalmente l'albero, quasi a costituire una sorta di ‘gabbia’, ovviamente solo immaginaria.

### Magnete
(Alessandra Bonoli)

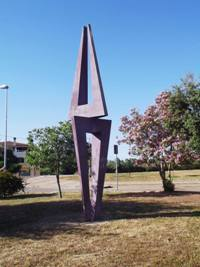
Magnete, Rione Santa Lucia, Tortolì.

L'opera “Magnete”, dell'artista Alessandra Bonoli, nasce da un progetto iniziato nel 1996 e portato a termine nel 2010, quando la scultura viene installata a Tortolì, nel rione Santa Lucia, con l'intento di rivitalizzarlo. Alta 6 metri e realizzata in acciaio verniciato, la scultura presenta due elementi che s'incontrano; uno di essi punta verso il cielo, mentre l'altro affonda le radici nel terreno, come se insieme rappresentassero l'unione simbiotica fra la percezione terrena, il concreto, e i valori simbolici, l'astratto.
Il ‘magnete’ è inteso, nell'opera di quest'artista, come valore aggiunto, una sorta di forza in grado di sollevare la pesantezza dei materiali, l'acciaio, in questo caso, e trasferirla in una dimensione astratta.

### Grande sipario

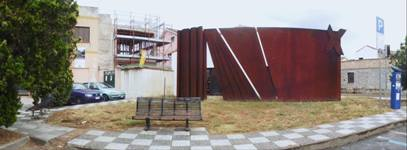
Grande sipario, Piazza Racugno, Tortolì

L'opera "Il Grande sipario”, dell'artista milanese Umberto Mariani, si trova nel centro di Tortolì, in Piazza Racugno dal 1997.
Mariani, nelle sue opere, sperimenta nuovi linguaggi dell'arte ponendo l'accento sulla "pesantezza", che contraddistingue, infatti, la scelta dei materiali da lui utilizzati. Nell'opera realizzata per il museo di Tortolì, il materiale scelto è stato l'acciaio corten. 
La struttura ha una dimensione di 380 x 890 cm.

### Cella osservatorio di stella

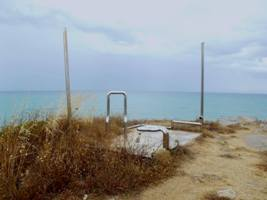
Cella osservatorio di stella, Lido di Orrì, Tortolì.

L'opera “Cella osservatorio di stella” dell'artista Massimo Kaufmann si trova a Tortolì, presso il Lido di Orrì, dal 1998. Ha una dimensione di 200 x 300 x 250 cm ed è costruita in acciaio inox, presentata su un basamento in cemento. 
Kaufmann pensa quest'opera come un carcere d'isolamento ricostruito, rispettando dimensioni e forme veritiere e plausibili, tracciando soltanto gli spigoli perimetrali del luogo e dei miseri arredi. Nella struttura non vi sono pareti, ma viene concepita idealmente come una sorta di ‘gabbia’, disegnata esclusivamente da una linea sottile continuamente spezzata. L'artista con quest'opera uniforma e fonde, grazie ai panorami dell'Ogliastra, le mura carcerarie e il mare, paragonando il destino del prigioniero a quello, ugualmente muto, dell'isolano.

### Non omnis moriar
L'opera “Non omnis moriar” (“Non morirò del tutto”), dell'artista Corrado Bonomi, entra a far parte del museo nel 1998, nonostante ne fosse già stata realizzata ed esposta una prima versione, a Torino, nel 1977. Le sue dimensioni sono di 600 x 600 x h 180 cm e la sua collocazione è lungo il Viale Monsignor Virgilio.
L'artista, con quest'opera, intende dare una rappresentazione, a grandezza naturale, dei “soldatini” giocattolo di plastica, che si stringono attorno ad un compagno ferito. Il materiale utilizzato è la gomma sintetica. Una caratteristica particolare dell'opera è rappresentata dal capo sferico e luminescente nei protagonisti: la luce viene utilizzata per dar ‘vita’ ai protagonisti. Tema portante dell'opera è la guerra, reinterpretata e messa in scena attraverso il giocattolo; il significato vero dell'opera, però, va oltre il mondo ludico e infantile, arrivando a sfiorare la malinconia e l'omaggio al soldato caduto.
A causa di gravi danni subiti da parte di vandali, l'opera è stata rimossa qualche anno dopo la sua installazione. Nel 2015 sono stati stanziati dal comune di Tortolì 4000 euro, necessari al ripristino.

### Il tempo dell'arte

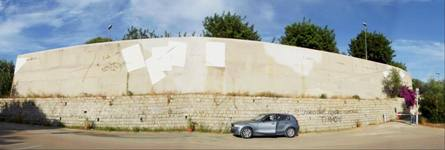
Il tempo dell'arte, San Gemiliano, Tortolì.

L'opera “Il tempo dell'arte”, dell'artista Maria Lai, fa parte del Museo dal 1997 e si trova a Tortolì, su un promontorio di fronte al mare, in zona San Gemiliano. L'intervento dell'artista è avvenuto su un muro di cemento armato, appositamente intonacato di grigio e di bianco, alto 5 metri e largo 40 metri. L'opera rappresenta un enorme ago di acciaio che finge di attraversare il muro, cucendolo con il filo, rappresentato da un tondino di rame (1 cm di diametro). Contemporaneamente, tre grandi rettangoli in forex bianco opaco (2 metri per 1,5 metri), simboleggianti fogli di quaderno a righe e a quadretti, accolgono delle frasi sulla natura dell'arte.
“L'occhio ha bisogno di un lungo esercizio” e “L'arte è una grande bugia, ma non ha le gambe corte”, sono le frasi con le quali Maria Lai tenta di instaurare un dialogo sull'arte.
Nel 2016, l'installazione è stata danneggiata al punto da non essere più riconoscibile; sono stati proposti progetti di restauro.

### Wetterfahne

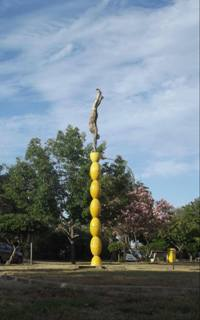
Wetterfahne, Viale Arbatax, Tortolì.

L'opera “Wetterfahne”, di Ascanio W. Renda, si trova a Tortolì, lungo il Viale Arbatax, dal 1996. L'installazione (dimensione: h 670 x 210 x 210) rappresenta una colonna, costituita da materiale in vetroresina rivestito da un mosaico, ottenuto con tessere ceramiche di colore giallo. Sulla cima della colonna si erge una statua di bronzo, che mantiene l'equilibrio reggendosi su una mano, in posizione verticale. 
Obiettivo dell'artista è, in quest'opera, innalzare un piedistallo alla debolezza umana, motivo per il quale la figura in cima alla statua, si trova in un equilibrio precario.
L'opera ha subito gravi danni nel corso del tempo ma, grazie a vari interventi di restauro messi in pratica, resta parte del museo “Su logu de s'iscultura”.

### Ratto d'Europa

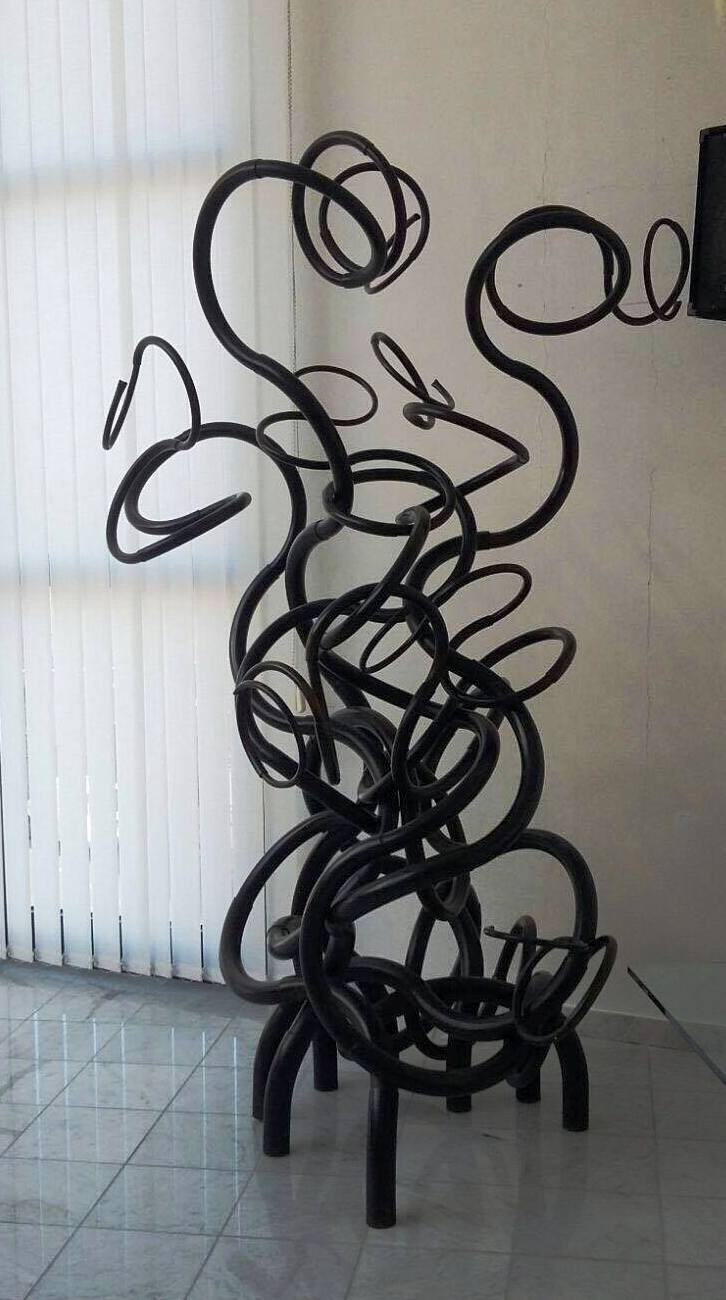
Ratto d'Europa, Comune di Tortolì, Tortolì.

L'opera “Ratto d'Europa”, dell'artista Alfredo Pirri, è esposta all'interno del Municipio di Tortolì, dal 1998. Le sue dimensioni sono 150 x 150 x h 260 cm e il materiale utilizzato è il rame imbrunito. L'opera è composta di numerose curve, l'una differente dell'altra.
A essere diversi sono sia i raggi sia la lunghezza delle porzioni di cerchio, oltre che gli spessori di ciascun singolo componente. Appare quindi come una forma che cresce dal basso verso l'alto, secondo una vita interna che la anima.

### Giardino di Mirto

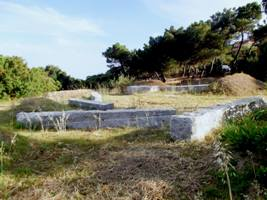
Giardino di mirto, Porto Frailis, Tortolì.

L'opera “Giardino di Mirto”, dell'artista Hidetoshi Nagasawa, entra a far parte del Museo nel 1997 e trasforma uno spazio di fronte al mare (7000 x 3500 cm), nella baia di Porto Frailis, in un luogo di sosta e meditazione. L'installazione è nata nel rispetto della natura e nella valorizzazione della memoria collettiva.
Il giardino è stato strutturato utilizzando delle grandi barre di granito e dei cumuli di terra che si fondono perfettamente con la vegetazione mediterranea della natura circostante. Inoltre, è stato realizzato, al suo interno, una sorta di ‘lago di ghiaia’, tipicamente orientale. L'articolazione dei vari elementi nello spazio non definisce, non chiude, piuttosto allarga l'orizzonte, intensificando la suggestione del luogo.

### Scultura 1997

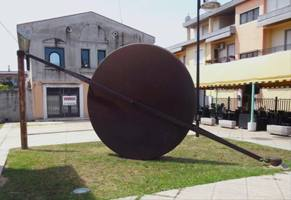
Scultura 1997, Via Monsignor Virgilio, Tortolì.

L'opera “Scultura”, dell'artista Antonio Ievolella, si trova, dal 1997, nel centro di Tortolì, in Via Monsignor Virgilio.
L'installazione (dimensione 800 x 70 x h 300 cm) rappresenta una ruota in acciaio corten, stretta da traverse in legno trattato e posta in equilibrio tra due punti. La ‘ruota’ è ancorata al suolo e costretta all'immobilità da una sorta di ‘catena’ in ferro, che le impedisce il libero movimento e la costringe, quindi, a una prigionia forzata. L'opera fa parte di un personale percorso creativo dell'autore, volto alla realizzazione di sculture che si relazionano con vasti spazi aperti, come piazze e parchi.

### Sinergie

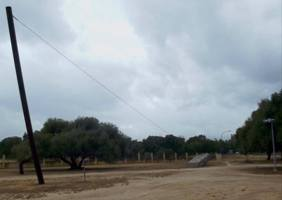
Sinergie, Tortolì.

L'opera "Sinergie", dell'artista Pietro Coletta, entra a far parte del museo “Su logu de s'iscultura” nel 1996. Collocata tra Tortolì e Arbatax, nel piazzale antistante il Parco “La Sughereta”, le sue dimensioni sono di 3100 x 150 x h 1100 cm.
La scultura è realizzata in ferro, acciaio e granito, ed è progettata per inserirsi nello spazio circostante, tenuta sospesa da un cavo di ferro. I materiali utilizzati e le forme adottate da Coletta non concedono vasto spazio all'abilità tecnica, che egli però riesce ad ottenere tramite un sottile gioco aereo. Quest'elemento è fondamentale, perché l'artista decide di ‘pietrificare’ una determinata situazione e lasciarla sospesa nel silenzio e nell'incertezza, nonostante professi una fede incondizionata nella stabilità e nell'equilibrio. Tensione e possibile scatto sono proprietà peculiari di quest'opera, la cui situazione d'instabilità contribuisce a creare intorno ad essa un'attenzione particolare, come se alla realizzazione dell'opera dovesse seguire una serie di “scosse di assestamento”.

### Scultura 2003

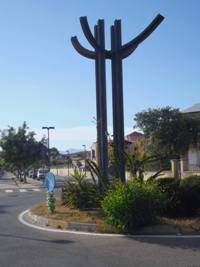
Scultura 2003, Viale Europa, Arbatax, Tortolì.

L'opera “Scultura”, dell'artista Igino Panzino, si trova, dal 2003, ad Arbatax, lungo il Viale Europa.
Entra a far parte del museo grazie al primo posto ottenuto nel concorso "Sa die da sa Sardigna" (ex aequo con l'artista Danilo Sini). Il concorso venne bandito nel 2003 ed era riservato ad artisti sardi, istituito con il patrocinio della Regione ed organizzato dal Museo "Su logu de s'iscultura".
Alta 6 metri, larga 3 metri e realizzata interamente in ferro, è composta da tratti scarni ed essenziali; un corpo principale, formato da quattro pilastri, e una parte aerea, che assume, elegantemente stilizzata, la forma di uno dei simboli dell'immaginario poetico sardo; la protome taurina, simbolo di fertilità e rinascita. Panzino, pur utilizzando uno stile semplice e scarno, vuole che l'opera diventi un invito per tutta la popolazione a riscoprire le proprie radici. La sua opera è considerata un menhir contemporaneo, che veglia sull'isola e sull'arte, e si crede garantisca vita feconda ed eterna rinascita a entrambe.

### Monumento ai caduti sul lavoro

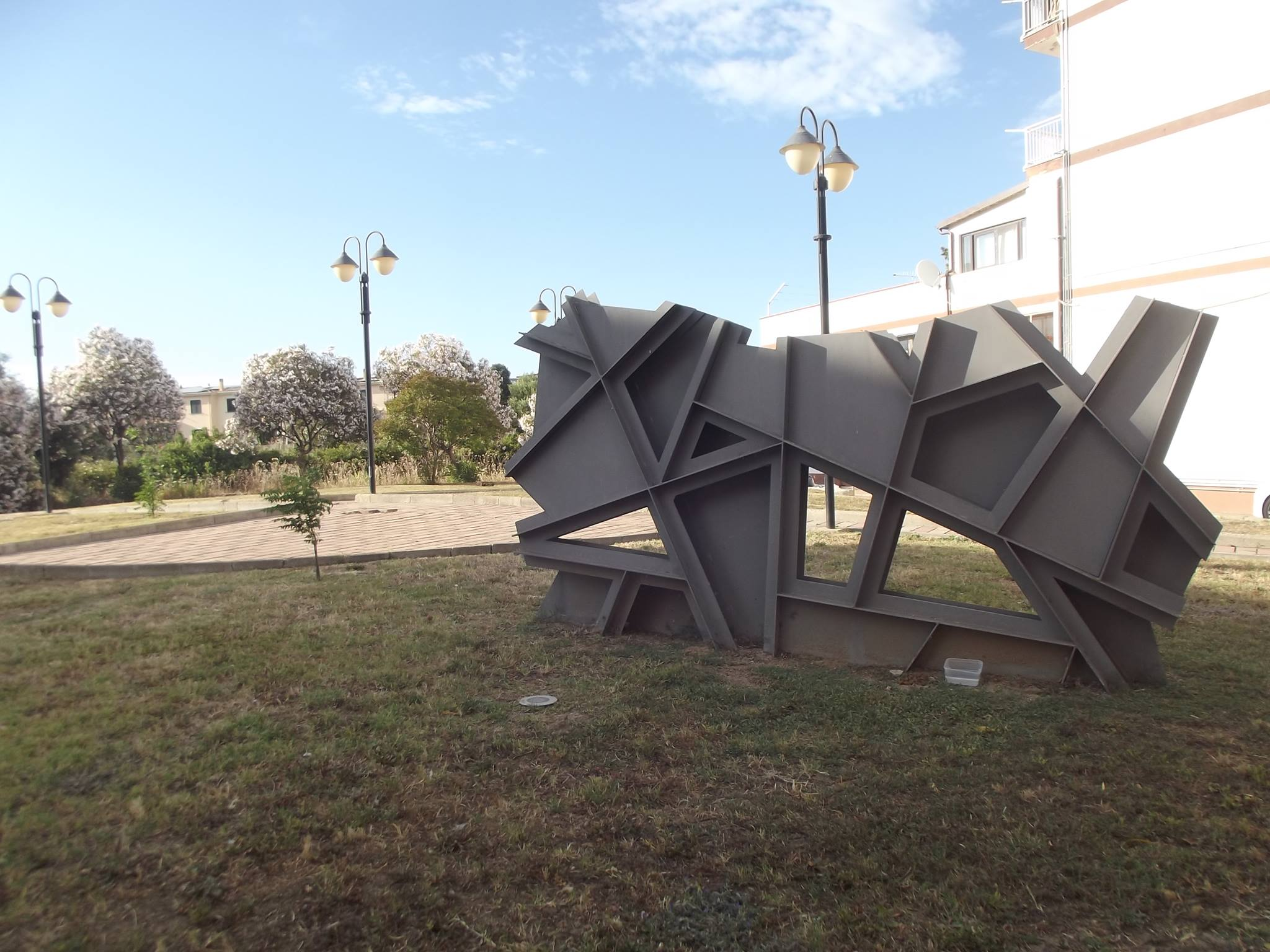
Monumento ai Caduti sul lavoro, Viale Monsignor Virgilio, Tortolì.

L'opera “Monumento ai caduti sul lavoro”, di Igino Panzino, è collocata in pieno centro, in Via Monsignor Virgilio, dal 2008.
È la seconda opera attraverso la quale Igino Panzino contribuisce allo sviluppo del patrimonio artistico di Tortolì. 
L'amministrazione comunale decise, nel 2007, insieme al Comitato “Pro Monumento ai caduti sul lavoro”, di dedicare un monumento a tutti i lavoratori caduti mentre svolgevano la propria professione. Per far questo, affidò a diversi artisti il compito di realizzare un'opera che fosse evocativa del tema; la commissione, formata dall'ex sindaco di Tortolì, Marcella Lepori, dall'ex Assessore ai Servizi Sociali, Giorgio Mascia, dal Presidente del comitato “Pro Monumento ai caduti sul lavoro” e dai due rappresentanti delle Associazioni Invalidi Lavoro, selezionò l'opera dello scultore sardo Igino Panzino, che entrò a far parte del museo “Su logu de s'iscultura” l'anno successivo.
Le sue dimensioni sono di h 1900 x 4000 cm e la sua struttura è monocroma, composta di assi di acciaio diagonali, diversamente proiettati nello spazio, che s'intersecano tra loro con traiettorie prive di senso. 

### Souvenir
L’opera “Souvenir”, dell’artista Maurizio Bertinetti è entrata a far parte del museo nel 2001 ed è situata ad Arbatax.
In una zona famosa per i suoi menhir prenuragici e per le cave di granito rosso, l’artista ha fatto scolpire, in un blocco squadrato e pesantissimo, la scritta che dà il titolo al lavoro: “Souvenir”.
Si tratta di una contraddizione in termini: il senso è quello del ricordino, della testimonianza da viaggio, ma la forma ne è esattamente la negazione.
Enorme e sproporzionato, incapace di rammentare qualunque luogo, Souvenir è una presenza imbarazzante, la denuncia della superficialità con cui, oggi, il pubblico si rapporta ai luoghi e alle culture locali.

## Eventi e numeri
1997
26 luglio - 26 agosto, 
Opere recenti.
Artisti invitati: Tino Stefanoni.
Numero visitatori: 1100.
30 agosto - 25 settembre, 
“Isole e arcipelaghi”.
Artisti invitati: Rosanna Rossi.
Numero visitatori: 1250.
1997/1998

13 dicembre 1997 - 13 gennaio 1998, 
“Costellazioni per Fidia”.
Artisti invitati: Ferdinando De Filippi.
Numero visitatori: 1020.
1999

5 giugno - 5 luglio, 
“Appunti per un'altra storia”.
Artisti invitati: R. Amadei, C. Amoretti, C. Berlingeri, A. Carreri, A. Esposto, C. Fullone, M. Gandini, W. Gaul, U. Mariani, P. Martelli, P. Masi, P. Meneghello, G. Nativi, M. Nigro, A. Porcelli, M. Porta, R. Remoti, R. Smith, P. Straund, J. Tornquist, C. Verna.
Numero visitatori: 900.
10 luglio - 10 agosto, 
“Forma”.
Artisti invitati: Giovanni Campus.
Numero visitatori: 1500.
14 agosto - 14 settembre, 
“Chi ha incastrato Rogger Rabbit?”.
Artisti invitati: M. Bertinetti, C. Bonomi, M. Carone, M. Consiglio, E. T. De Paris, M. Dieli, A. Riello, S. Tessarollo, A. Tranquilli.
Numero visitatori: 5000.
18 settembre - 16 ottobre, 
“Panorama Uno”.
Artisti invitati: R. Borella, U. Mariani, G. Menegon, P. Mesciulam, O. Ronda, G. Zappettini, E. Bartolozzi, M. Bessarione, A. Castelli De Capua, A. De Pascale, R. Galeano, P. Masi, A. Parrei, B. Schiavetta, S. Shingu.
Numero visitatori: 800.
23 ottobre - 17 novembre,
Opere recenti.
Artisti invitati: Antonio Secci.
Numero visitatori: 900.
1999/2000

15 dicembre - 15 gennaio, 
“2000: Odissea nello spazio”.
Artisti invitati: K. Andersen, D. Arcidiacono (Ultrapop), A. Bersani, C. Bonomi, A. Chiesi, G. Cuteneaz, F. De Grandi, D. Ghibaudo, F. Semeria, A. Sorrentino (Ultrapop), A. Tranquilli, V. Valente.
Numero visitatori: 1100.
2000

15 luglio - 12 agosto, 
“Sardinia Felix”.
Artisti invitati: G. Frau, M. Lugas, P. Marras, G. Nieddu, C. Peotta, A. Portas, G. Sale, Salis & Vitangeli, J. Sassu, D. Sini, A. Tilocca, G. Urgeghe.
Numero visitatori: 1500.
15 agosto - 30 settembre, 
“Percorsi”.
Artisti invitati: Tino Stefanoni.
Numero visitatori: 1800.
2000/2001

16 dicembre 2000 - 31 gennaio 2001,
“TOY STORY: L'arte del gioco”.
Artisti invitati: G. Abate, C. Bonomi, M. Carone, G. Cella, M. Dieli, F. Di Piazza, Mercurio, G. Nieddu, C. Palestine, A. Portas, A. Riello, D. Sini, S. Tessarolo, Ultrapop.
Numero visitatori: 900.

### Monumenti aperti
La città di Tortolì ha aderito nel 2013, alla manifestazione regionale “Monumenti Aperti”, nata a Cagliari nel 1997, con lo scopo di tutelare, valorizzare e diffondere il patrimonio ambientale, culturale e artistico della regione. A prendere parte a quest'iniziativa, della durata di due giorni, sono gli studenti degli istituti scolastici locali, le associazioni e tanti altri cittadini privati, che si mettono a disposizione di chiunque sia interessato a conoscere le bellezze dell'arte e della cultura a Tortolì.
Nel 2014 (17-18 maggio) si è tenuta la prima edizione tortoliese del progetto e i visitatori registrati per il Museo a cielo aperto “Su logu de s'iscultura” sono stati 1600.
La seconda edizione (16-17 maggio), nel 2015, ha registrato 583 visitatori per il Museo di Tortolì, mentre per la terza edizione, tenutasi nel 2016 (28-29 maggio) i numeri non sono ancora stati calcolati.
Dal 2017 le opere versano in un vergognoso stato di abbandono, e tante opere sono state danneggiate dai balordi. Il comune e la comunità intera di Tortoli hanno dimostrato negli ultimi anni di non aver alcun interesse per questo progetto.